# هانس دورست
هانس دورست (انگلیسی: Hans Dürst; ۲۸ ژوئن ۱۹۲۱ – ۲۵ ژوئن ۲۰۰۱) ورزشکار هاکی روی یخ اهل سوئیس بود.
وی در مسابقات کشوری و بین‌المللی در مجموع برندهٔ ۱ مدال برنز شده‌است.